# Country Squire
| Совокупная оценка | Совокупная оценка |
| Источник          | Оценка            |
| ----------------- | ----------------- |
| Metacritic        | 85/100            |
| Оценки критиков   |                   |
| Источник          | Оценка            |
| AllMusic          | [ 2 ]             |
| Paste             | [ 5 ]             |
| Pitchfork         | [ 6 ]             |

Country Squire — третий студийный альбом американского кантри- и фолк-певца и автора-исполнителя Тайлера Чилдерса, вышедший 2 августа 2019 года на лейбле Hickman Holler. Диск возглавил кантри-чарт Top Country Albums.

## Об альбоме
Альбом был записан в Butcher Shoppe в Нашвилле, продюсировал его известный музыкант Sturgill Simpson. Диск вышел на собственном лейбле музыканта Hickman Holler.
Country Squire дебютировал на первом месте в кантри-чарте Top Country Albums и на № 1 в American/Folk Albums, а также был на 12-м месте в основном американском хит-параде Billboard 200 с тиражом 32,000 альбомных эквивалентных единиц, включая 24,000 чистых продаж альбома.

## Отзывы
Альбом получил положительные отзывы музыкальных критиков и интернет-изданий: AllMusic, Paste, Pitchfork.

## Список композиций
| №                   | Название            | Длительность |
| ------------------- | ------------------- | ------------ |
| 1.                  | «Country Squire»    | 3:21         |
| 2.                  | «Bus Route»         | 3:07         |
| 3.                  | «Creeker»           | 5:01         |
| 4.                  | «Gemini»            | 2:32         |
| 5.                  | «House Fire»        | 3:52         |
| 6.                  | «Ever Lovin' Hand»  | 4:38         |
| 7.                  | «Peace of Mind»     | 4:42         |
| 8.                  | «All Your'n»        | 3:38         |
| 9.                  | «Matthew»           | 4:13         |
| Общая длительность: | Общая длительность: | 35:04        |

## Позиции в чартах

### Еженедельные чарты
| Чарт (2019)                                | Высшая позиция |
| ------------------------------------------ | -------------- |
| Австралия Australian Digital Albums (ARIA) | 44             |
| Канада (Canadian Albums Chart)             | 86             |
| Шотландия (Scottish Albums Chart)          | 40             |
| Великобритания (UK Country Albums Chart)   | 1              |
| США (Billboard 200)                        | 12             |
| США Top Country Albums (Billboard)         | 1              |

### Годовые итоговые чарты
| Chart (2019)                       | Position |
| ---------------------------------- | -------- |
| США Top Country Albums (Billboard) | 64       |

| Чарт (2023)                        | Позиция |
| ---------------------------------- | ------- |
| США Top Country Albums (Billboard) | 67      |

## Сертификации
| Регион                                                                      | Сертификация | Продажи |
| --------------------------------------------------------------------------- | ------------ | ------- |
| США (RIAA)                                                                  | Золотой      | 500 000 |
| Данные о продажах + прослушиваниях приведены только на основе сертификации. |              |         |